# Deniz Çoban
Deniz Çoban (* 13. April 1977 in Çorum) ist ein ehemaliger türkischer Fußballschiedsrichter.

## Werdegang
Çoban legte während seines Studiums, im Jahr 1998, seine Schiedsrichterprüfung in Konya ab.
Sein Debüt in der höchsten türkischen Fußballliga, der Süper Lig, gab er am 23. Dezember 2007. Çoban leitete die Begegnung Istanbul Başakşehir gegen Gaziantepspor.
Am 28. September 2015 leitete er zwischen Kasımpaşa Istanbul und Çaykur Rizespor sein letztes Fußballspiel. Im Anschluss der Begegnung erschien Çoban während eines Live-Interviews des türkischen Pay-TV-Anbieters Lig TV mit Rıza Çalımbay und entschuldigte sich vor laufenden Kameras für seine Fehlentscheidungen. Zwei Tage später gab er unter Tränen seinen Rücktritt aus dem Schiedsrichterwesen bekannt.

## Privates
Çoban wurde 1977 in Çorum geboren, zog aber früh in die Geburtsstadt der Eltern nach Amasya. Hier ging er auf die weiterführende Schule für Lehrerausbildungen und erlangte schnell seinen Abschluss. Von 1995 bis 1999 studierte er in Manisa an der Celal Bayar Üniversitesi. Anschließend setzte er sein Master-Studium in Konya an der Selçuk Üniversitesi fort. Seitdem ist Çoban in Konya als Sportlehrer tätig.
Er ist mit einer Musiklehrerin verheiratet und hat zwei Kinder (Ecem geboren 2003, Hüseyin Denizhan geboren 2008).